# Karol Parno Gierliński
Karol Parno Gierliński (ur. 12 marca 1938 w Poznaniu, zm. 4 lutego 2015 w Nowym Mieście nad Pilicą) – cygańsko-polski rzeźbiarz, poeta i prozaik; działacz społeczny. Twórca pierwszego w Polsce elementarza dla dzieci romskich „Miri szkoła – Romano elementaro”.

## Życiorys
Pochodził z rodziny Sinti zamieszkałej w Wielkopolsce od kilku pokoleń. Ojciec – Ludwik, który był oficerem Wojska Polskiego, oraz matka – Wacława padli ofiarą Porajmos (eksterminacji Cyganów przez III Rzeszę), a on sam został uratowany z transportu do obozu zagłady przez Alfredę Markowską (Noncię). Wychowywała go i zadbała o edukację babcia, która po wyzwoleniu z obozu koncentracyjnego pod Hamburgiem powróciła z nim do Polski.
W 1957 ukończył Technikum Chemiczne w Poznaniu. W latach 1957–1963 studiował w Państwowej Wyższej Szkole Sztuk Plastycznych w Poznaniu.
W młodości zarabiał na życie jako wędrowny kotlarz. Pracował również w zawodach konserwatora dzieł sztuki, instruktora zajęć plastycznych i nauczyciela. Był kierownikiem literackim zespołów działających pod auspicjami Poznańskiej Estrady, w tym Cygańskiego Zespołu Pieśni i Tańca „Roma”.
W 2001 został wyróżniony odznaką Zasłużony Działacz Kultury. W 2011 w uznaniu działań na rzecz zachowania i rozwoju języków romskich oraz propagowania edukacji wśród Romów został odznaczony Złotym Krzyżem Zasługi.

## Twórczość
Rzeźbę uprawiał zawodowo od 1963 aż do śmierci. Największy wpływ na jego twórczość wywarł Jan Maria Jakób. Początkowo pracował w metalu, później najczęściej w drewnie. Jego prace były wielokrotnie wystawiane w kraju i za granicą, znajdują się w licznych muzeach (m.in. w Pile, Gorzowie Wielkopolskim i Weilburgu) oraz zbiorach prywatnych. Około roku 2011 zainteresował się malarstwem i stworzył serię obrazów olejnych o tematyce romskiej.
W latach 60. XX w. był członkiem Korespondencyjnego Klubu Młodych Pisarzy ZMW oraz grupy literackiej „Wiry”. Był członkiem Związku Literatów Polskich. Jako poeta zadebiutował w 1968 wierszem „Deszcz” zamieszczonym w tygodniku Nowa Wieś. Jego utwory poetyckie były publikowane w prasie literackiej i w almanachach. W 2001 ukazał się nakładem Wydawnictwa NICE zbiór jego poezji pt. „Xaratuno thuv / Odległy dym”, który wzbudził znaczne zainteresowanie i został przetłumaczony na język niemiecki przez Karin Wolff. W roku 2007 został wydany obszerny zbór opowiadań pt. „Meteory / Siłałe cierhenia”, zaś w roku 2012 wybór dawnych i nowych wierszy zatytułowany „Róża pustyni”.
Praktycznie cała jego twórczość literacka powstała w języku polskim. Jest mocno nasycona problematyką cygańską; wielokrotnie powraca wątek wymuszonej rezygnacji z wędrownego trybu życia; prezentowane jest specyficzne, cygańskie poczucie humoru. Równocześnie w jego wierszach oraz opowiadaniach można znaleźć liczne odniesienia do zagadnień uniwersalnych, zadumę nad światem i istotą człowieczeństwa.
Autor koncepcji oraz tekstu pionierskiego podręcznika dla dzieci romskich w wieku wczesnoszkolnym pt. „Miri szkoła – Romano elementaro”. W 2007 ukazało się pilotażowe wydanie podręcznika w dialekcie Polska Roma, poszerzone i poprawione rok później w kolejnej edycji. Podręcznik ten został przełożony na dialekt Bergitka Roma, a jego wersja elektroniczna, uzupełniona o sprawdziany ze znajomości słownictwa romskiego i arytmetyki, znalazła się w multimedialnym podręczniku dla dzieci romskich wydanym w 2009 w Kostrzynie nad Odrą.
Zajmował się tłumaczeniem tekstów na dialekty romskie.
Jako aktor wystąpił w 2009 w serialu telewizyjnym Na dobre i na złe (w odcinku „Kabała”), grając rolę Hauptmano. W filmie fabularnym Papusza w 2013 zagrał rolę Śero Roma.
Uważany za znawcę języka, kultury oraz obyczajowości romskiej, był konsultantem kilku prac magisterskich i doktorskich z dziedziny cyganologii.

## Wybrane publikacje

### Literatura piękna
- Karol Parno Gierliński Xaratuno thuv / Odległy dym (Bydgoszcz, 2001)
- Karol Parno Gierliński Xaratuno thuv / Odległy dym / Rauch in der Ferne / Gedichte Übertragen von Karin Wolff (w przekładzie na język niemiecki, Myślibórz, 2002)
- Karol Parno Gierliński Meteory / Siłałe cierhenia (Szczecinek, 2007, ISBN 978-83-919567-6-2)
- Karol Parno Gierliński Róża pustyni (Tarnów, 2012, ISBN 978-83-62719-32-7)

### Podręczniki
- Karol Parno Gierliński Miri szkoła Romano elementaro (wydanie I, Gorzów Wlkp., 2007, ISBN 978-83-925856-0-2),
- Karol Parno Gierliński Miri szkoła Romano elementaro (wydanie II, Kostrzyn nad Odrą, 2008, ISBN 978-83-918449-1-5),
- Karol Parno Gierliński Miri szkoła Romano elementaris (wydanie I, Kostrzyn nad Odrą, 2008, ISBN 978-83-918449-2-2),
- Karol Parno Gierliński Miri szkoła Romano elementaro (wydanie III, Gorzów Wlkp., 2021, ISBN 978-83-963444-0-3),
- Karol Parno Gierliński Miri szkoła Romano elementaris (wydanie II, Gorzów Wlkp., 2021, ISBN 978-83-963444-1-0)

### Literatura popularnonaukowa
- Karol Parno Gierliński Zawody i profesje romskie (Szczecinek, 2008, ISBN 978-83-919567-9-3),
- Elżbieta Jakimik, Karol Parno Gierliński Kobieta w środowisku romskim (Szczecinek, 2009, ISBN 978-83-928142-0-7)
- Elżbieta Jakimik, Karol Parno Gierliński Sinti w Polsce (Szczecinek, 2011, ISBN 978-83-928142-3-8)
- Karol Parno Gierliński, opr. graficzne Marek Rudowski Profesje romskie (Wrocław, 2012, ISBN 978-83-62969-08-1)

### Przekłady
- Historia Polskakri. Perunoskro rukh / Perun's Tree Oryginalny tytuł: Strażnicy orlego pióra. Drzewo Peruna Opracowanie historyczne: Paweł Nowak, Scenariusz: Wojciech Birek, Rysunki: Sławomir Kiełbus, Tłumaczenie na dialekt Polska Roma: Karol Parno Gierliński (Wrocław, 2007)
- Małgorzata Różycka, Janusz Balkowski Romowie – Roma – Romanies. Historia w obrazkach Rysunki: Marek Rudowski, Tłumaczenie na dialekty Polska Roma oraz Bergitka Roma: Karol Parno Gierliński (Wrocław, 2008, ISBN 978-83-928354-0-0)

## Działalność społeczna
Na początku lat 80 XX w. zaangażował się w działalność związkową, pełnił funkcję przewodniczącego Komisji Zakładowej NSZZ „Solidarność” w Kombinacie Rolnym Żydowo (gmina Czerniejewo). W pierwszej dekadzie XX w. wspierał tworzenie Spółdzielni Socjalnej „Khetane” w Szczecinku, która była nastawiona m.in. na zachowanie zawodów tradycyjnie uprawianych przez Romów. W ostatnich latach życia aktywnie uczestniczył w działaniach związanych z edukacją dzieci romskich oraz obroną praw człowieka.
W latach 2004–2008 był deputowanym do Parlamentu Romskiego, utworzonego przez Międzynarodową Unię Romów.
Był członkiem Zespołu do Spraw Romskich Komisji Wspólnej Rządu i Mniejszości Narodowych i Etnicznych.
Wspierał antyrasistowskie działania Stowarzyszenia „Nigdy Więcej” podejmowane na Festiwalu „Przystanek Woodstock”.

## Upamiętnienia

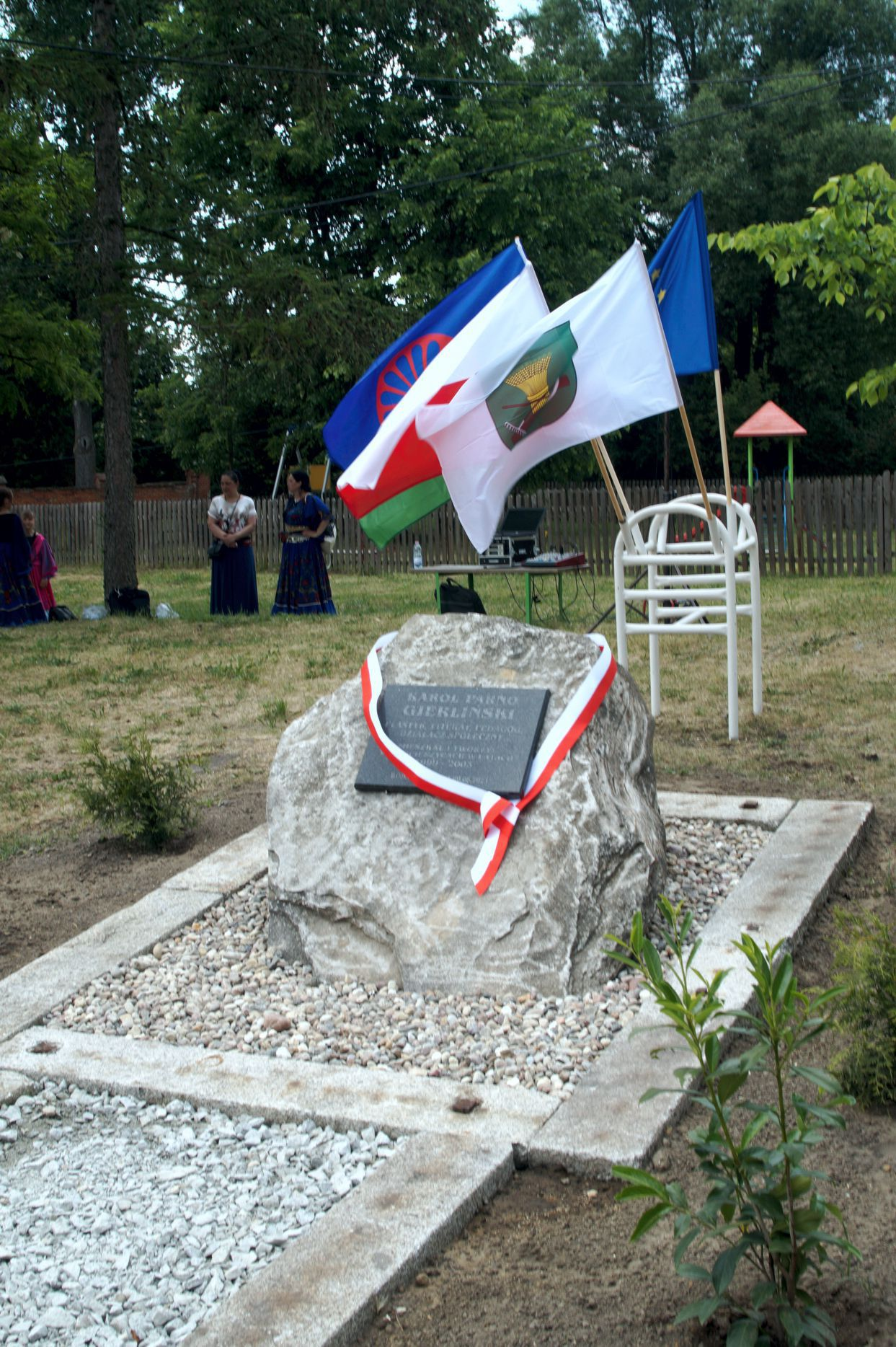
Tablica na skwerze Karola Parno Gierlińskiego w Wojcieszycach

- Jeden z murali składających się na galerię street artową w Warszawie, przedstawiającą osoby znaczące dla społeczności romskiej.[14]
- Tablica pamiątkowa na skwerze Karola Parno Gierlińskiego w Wojcieszycach.[15]